# Annie Rogers

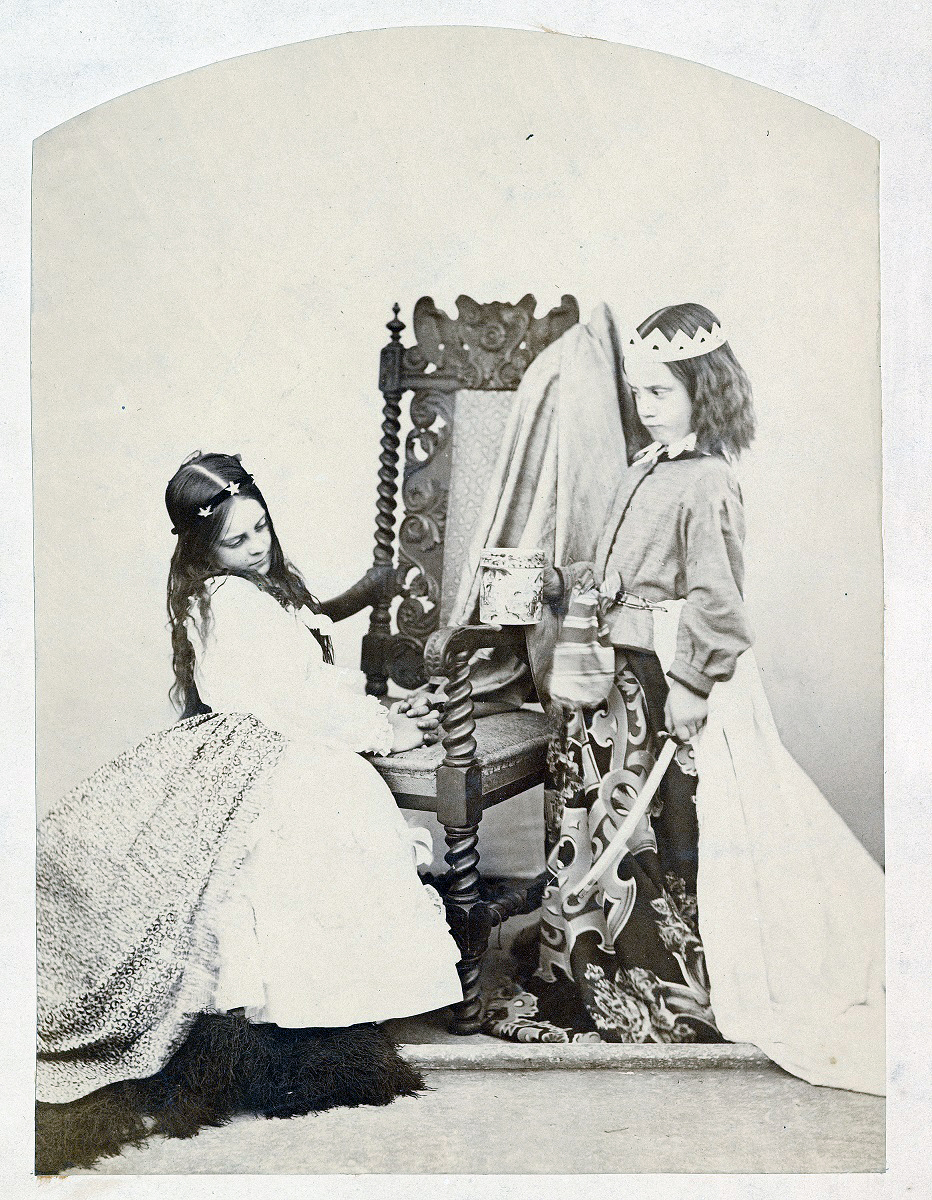
Darstellung von Annie Rogers (als Queen Eleanor) und Mary Jackson (als Fair Rosamond) durch Lewis Carroll.

 Annie Rogers (* 15. Februar 1856 in Oxford, England; † 28. Oktober 1937 in ebenda) war eine britische Förderin der Frauenbildung. Sie wurde 1879 als einzige Frau mit dem Äquivalent eines Abschlusses der Universität Oxford Dozentin.

## Leben und Werk
Rogers war das älteste von sechs Kindern des Politikers James Edwin Thorold Rogers, eines Aktivisten für Frauenrechte und seiner zweiten Frau Ann Susannah Charlotte (geb. Reynolds). 1863 war sie ein Kindermodel für Lewis Carroll, der von ihr Fotografien in historischen Kostümen erstellte. 1873 bestand sie die Oxford-Schulprüfungen und war damit automatisch für das Balliol College oder Worcester College qualifiziert. Das Angebot für einen Studienplatz an der Universität von Oxford wurde jedoch zurückgezogen, als festgestellt wurde, dass sie weiblich war. Als Trostpreis gab das Balliol College ihr Homer-Bände und ihr Platz wurde dem Jungen gegeben, der in den Tests Sechster geworden war. 1877 und 1879 legte sie Prüfungen für Frauen im Grundstudium ab, womit ihr ein Äquivalent erstklassiger Noten in Latein und Griechisch und in Geschichte verliehen wurde.
Sie erhielt erst 1920 offiziell einen Oxford-Abschluss, als Frauen als Vollmitglieder der Universität zugelassen wurden und das Recht erhielten, einen Abschluss zu machen. 1879 eröffnete die Universität Oxford ihre ersten Vorlesungen für Studentinnen und sie wurde als einzige Frau mit dem Äquivalent eines Abschlusses der Universität Oxford Dozentin. Sie trat der Vereinigung zur Förderung der Hochschulbildung von Frauen in Oxford bei und wurde Sekretärin dieser Vereinigung. 1893 unterrichtete sie Latein an der Oxford High School, England. 1897 schrieb sie einen Artikel mit dem Titel „Die Position der Frauen in Oxford und Cambridge“, in dem sie Argumente für eine verbesserte Finanzierung der Frauenbildung darlegte. Sie wurde eine entschlossene, aber kluge Aktivistin für die Zulassung von Frauen zur Vollmitgliedschaft an der Universität, eine Geschichte, die sie in ihrem Buch Degrees by Degrees (1938) mit trockenem Humor erzählt. Sie gilt als eine der Gründerinnen des St. Anne’s College der University of Oxford. Zu ihrem Gedenken wurde nördlich der Universitätskirche Church of St Mary the Virgin ein Garten angelegt, und eine Steinbank trägt dort eine Inschrift zu ihrer Erinnerung.